# Michael Andritzky
Michael Andritzky (* 28. Juli 1940 in Dresden; † 25. Dezember 2017) war ein deutscher Journalist, Publizist, Ausstellungs- und Filmemacher. Von 1971 bis 1983 war er Generalsekretär des Deutschen Werkbundes.

## Leben
Andritzky war Sohn von Christoph Andritzky (1905–1984), eines Kulturdezernenten in Mannheim, der 1955 eine erste Wohnberatung gegründet hatte. Er studierte Sozialwissenschaften und wurde auf Betreiben seines Vaters 1970 Geschäftsführer des Deutschen Werkbundes Baden-Württemberg. Durch Vermittlung des Architekten Erwin H. Zander war er ab 1971 als Generalsekretär des Deutschen Werkbundes tätig, in einer Geschäftsleitungsfunktion, die er bis 1983 wahrnahm. Intensiv wirkte er im Redaktionsteam des Werkbund-Organs Werk und Zeit mit. Zusammen mit Roland Günter und anderen zog er sich aufgrund interner Konflikte aus dem Werkbund zurück und betätigte sich als freier Journalist, Filme- und Ausstellungsmacher, auch als Pressereferent der Internationalen Filmwoche Mannheim. Von 1987 bis 2012 wirkte Andritzky als ehrenamtliches Vorstandsmitglied des Deutschen Werkbunds Baden-Württemberg. 1997 initiierte er die BauWohnberatung Karlsruhe. Seit den 1980er Jahren lebte er in Weisenheim am Berg.
Andritzky publizierte hauptsächlich zu Themen des Wohnens, der Architektur, Umwelt und Stadtentwicklung sowie des Designs, wobei er zahlreiche Impulse der 68er-Bewegung aufgriff.

## Veröffentlichungen (Auswahl)
- mit Peter Becker und Gert Selle (Hrsg.): Labyrinth Stadt. Planung und Chaos im Städtebau. Ein Handbuch für Bewohner. DuMont, Köln 1975.
- mit Gert Selle (Hrsg.): Lernbereich Wohnen. Didaktisches Sachbuch zur Wohnumwelt vom Kinderzimmer bis zur Stadt. Grundlagen, Materialien, Lernbeispiele. Rowohlt, Reinbek 1979.
- mit Klaus Spitzer (Hrsg.): Grün in der Stadt. Von oben, von selbst, für alle, von allen. Rowohlt, Reinbek 1983.
- mit Michael Schwarz: Z. B. Stühle. Ein Streifzug durch die Kulturgeschichte des Sitzens. Vom Thron zum Chefsessel, vom Baumstumpf zum Designprodukt, vom Küchenstuhl zum Kunstobjekt, vom Heiligen- zum Feuerstuhl (= Werkbund-Archiv, 8). Anabas-Verlag, Gießen 1987.
- mit Thomas Rautenberg (Hrsg.): „Wir sind nackt und nennen uns Du.“ Von Lichtfreunden und Sonnenkämpfern. Eine Geschichte der Freikörperkultur. Anabas-Verlag, Gießen 1989.
- mit Helmut Strack (Hrsg.): Gemeinsam wohnen im Alter. Chancen – Probleme – Perspektiven (= Herrenalber Protokolle, 123). Evangelische Akademie Baden, Karlsruhe 2007.